# Kangaroo Island Council
Koordinaten: 35° 39′ S, 137° 38′ O

Der District Council of Kangaroo Island ist ein lokales Verwaltungsgebiet (LGA) im australischen Bundesstaat South Australia. Das Gebiet ist 4.400 km² groß und hat etwa 4700 Einwohner (2016).
Kangaroo Island ist eine Insel vor der südaustralischen Küste vor dem Gulf Saint Vincent und ist etwa 110 Kilometer von der Metropole Adelaide entfernt. Auf der Insel liegen 19 Ortsteile und Ortschaften: American Beach, American River, Antechamber Bay, Brownlow, Cygnet River, Emu Bay, Flinders Chase, Harriet, Island Beach, Karatta, Kingscote, MacGillivray, Nepean Bay, Parndana, Penneshaw, Sapphiretown, Stokes Bay, Vivonne Bay und Wisanger. Der Verwaltungssitz des Councils befindet sich in Kingscote an der Nordostküste der Insel, wo etwa 1800 Einwohner leben (2016).

## Verwaltung
Der Council von Kangaroo Island hat zehn Mitglieder, die neun Councillor und der Vorsitzende und Mayor (Bürgermeister) des Councils werden von den Bewohnern der LGA gewählt. Kangaroo Island ist nicht in Bezirke untergliedert.